# Duplicate
Duplicate är en indisk actionkomedi från 1998.

## Handling
Bablu vill bli en berömd kock och vinna Sonias hjärta. Mannu är kriminell och vill ha upprättelse. När Mannu upptäcker att Bablu är hans dubbelgångare försöker han mörda honom och ta över hans liv för att kunna komma undan lagen.

## Om filmen
Filmen är inspelad i Mauritius och Bombay. Den hade världspremiär i Indien den 8 maj 1998 och har inte haft utländsk premiär.

## Rollista (urval)
- Kajol - kvinna på järnvägsstationen
- Shahrukh Khan - Bablu Chaudhary/Manu Dada (as Shah Rukh Khan)
- Juhi Chawla - Sonia Kapoor

## Musik i filmen
- Wah ji wah, text Javed Akhtar, musik Anu Malik
- Kathai Aankhon wali ek ladki, text Javed Akhtar, musik Anu Malik
- Mere Mehboob Mere Sanam, text Javed Akhtar, musik Anu Malik
- Tum Nahi Jana, Sun mere jana, text Javed Akhtar, musik Anu Malik